# شلوکا
شلوکا (سانسکریت: श्लोक)، śloka, from the root श्रु śru, ت.ت. 'hear',) در معنای وسیع تر، طبق فرهنگ لغت مونیر-ویلیامز، «هر بیت یا بیت، ضرب‌المثل، گفتن» است. اما به‌طور خاص به آیه ۳۲-هجا اشاره دارد که از متر ودیک anuṣṭubh، که در بهاگاواد گیتا ادبیات کلاسیک سنسکریت استفاده می‌شود، مشتق شده است.
دیدگاه سنتی این است که این شکل شعر به‌طور غیرارادی توسط Vālmīki، نویسنده «Rāmāyaṇa» در اندوه از دیدن شکارچی که یکی از دو پرنده عاشق را شلیک می‌کند، سروده شده است.